# Jesper Modig
Jesper Modig, född 6 september 1994, är en svensk fotbollsspelare som spelar för Örebro SK.

## Karriär
Modigs moderklubb är IFK Simrishamn. Som 16-åring gick han till IF Limhamn Bunkeflo. Inför säsongen 2014 gick Modig till norska Valdres FK.
Säsongen 2015 spelade Modig för Lunds BK i Division 1 Södra. Inför säsongen 2016 gick han till Kristianstad FC.
Den 3 augusti 2018 värvades Modig av Varbergs BoIS, där han skrev på ett halvårskontrakt. Dagen efter debuterade Modig i Superettan i en 1–1-match mot Östers IF. I december 2018 skrev han på ett nytt tvåårskontrakt med klubben. I december 2019 skrev Modig på ett nytt ettårskontrakt med option på ytterligare ett år med Varbergs BoIS.
I januari 2021 värvades Modig av Trelleborgs FF, där han skrev på ett tvåårskontrakt. Efter säsongen 2022 lämnade Modig klubben.
I februari 2023 skrev Modig på för AFC Eskilstuna. I december 2023 skrev han på ett flerårigt avtal med Örebro SK.